# Работы в области атомного ядра в СССР в 1930—1940 годах
Работы в области атомного ядра в СССР в 1930—1940 годах — это часть атомного проекта СССР, комплекс работ, который позволил создать ядерную физику государства.
По итогам этого периода были получены теоретические наработки в области ядерной физики, сформирована школа учёных-ядерщиков и построено некоторое количество научных центров.
Стратегической целью работы было создание атомной бомбы — первый атомный взрыв был проведён в 1949 году.

## Конференции по ядерной физике
Вопросы ядерной физики настойчиво разрабатывались в 1930-е годы. В это десятилетие проводились также фундаментальные радиохимические исследования, без которых вообще немыслимо какое бы то ни было понимание этих проблем, их развитие и тем более — реализация. Для координации работ проводились всесоюзные конференции по ядерной физике, в которых принимали участие исследователи, работавшие и в других смежных дисциплинах, таких как геохимия, физическая химия, неорганическая химия и др.
5 марта 1938 года к председателю СНК СССР В. М. Молотову обратилась группа сотрудников Радиевого института с письмом, в котором отмечалась важность строительства и эксплуатации циклотрона и увеличения расходов на исследования по атомной тематике.

## Результаты исследований
Создание гамма-дефектоскопии
Первый гамма-дефектоскоп был внедрён в 1933 году на Балтийском судостроительном заводе изобретателем Л. В. Мысовским и использовался для выявления дефектов литья в толстых металлических плитах к печам «Мигге-Перроя».
Создание циклотрона

### Проект атомной бомбы
В 1940 году в отдел изобретательства Народного комиссариата обороны были поданы заявки сотрудников Украинского физико-технического института Фрица Ланге, Владимира Шпинеля и Виктора Маслова на конструкцию атомной бомбы и методы наработки урана-235 («Об использовании урана как взрывчатого и ядовитого вещества», «Способ приготовления урановой смеси, обогащенной ураном с массовым числом 235. Многомерная центрифуга», «Термоциркуляционная центрифуга»). В предложениях харьковчан были свои недостатки, однако они первыми предложили использовать обычную взрывчатку как запал для создания критической массы и инициирования цепной реакции. В дальнейшем все ядерные бомбы подрывались именно таким образом. А предложенный ими центробежный способ разделения изотопов и сейчас является основой промышленного разделения изотопов урана.
Однако их предложение пошло гулять по инстанциям — из отдела изобретательства в Управление военно-химической защиты НКО, в Научно-исследовательский химический институт Рабоче-крестьянской Красной армии, потом опять в управление, а затем в Радиевый институт Академии наук СССР. Его директор академик В. Г. Хлопин, прекрасно понимавший существо вопроса, сделал заключение, которое стало решающим: «Она (заявка) не имеет под собой реального основания. Кроме этого, в ней и по сути много фантастического… Даже если бы и удалось реализовать цепную реакцию, то энергию, которая выделится, лучше использовать для приведения в действие двигателей, например, самолетов»; и это в полной мере соответствовало существовавшему на тот день положению дел: количество обогащённого урана было настолько мало, что помышлять о бомбе, для которой требовались тонны (учитывая и необходимый цикл экспериментов), не приходилось, а понимание возможности использования плутония и начало работ, направленных на получение его оружейных препаратов даже в США, опережавших СССР, пришлось только на 1943 год, но в СССР, как известно, в основном благодаря стараниям И. В. Курчатова, и даже учитывая потребность повышения темпов работ — много позднее; подавляющее большинство учёных, занятых в проекте, сомневалось в реальности быстрого решения проблемы. Всё это при том, что в Радиевом институте, который основал и которым руководил В. Г. Хлопин, был создан первый в Европе циклотрон (при участии Г. А. Гамова, в дальнейшем эмигрировавшего в США, именно на этом приборе начал свои исследования И. В. Курчатов). Так что количества обогащённого урана, которым располагали на тот момент, действительно, хватило бы на цепную реакцию, способную дать энергию, достаточную разве что для работы двигателя самолёта…
Харьковчане не могли примириться с негативными отзывами: В. Маслов в феврале 1941 года обратился с личным письмом к тогдашнему наркому обороны СССР, Герою и маршалу Советского Союза С. К. Тимошенко — тоже безрезультатно.
Нападение 22 июня 1941 г. Германии на Советский Союз в значительной степени обусловило то, что в СССР были вынуждены сократить объёмы проводившихся ядерных исследований, в том числе — исследования возможности осуществления цепной реакции деления, тогда как в Великобритании и США работы по этой проблеме энергично продолжались.